# Augustin-Charles Piroux
Augustin-Charles Piroux (1749 – 1805) è stato un architetto e giurista francese.

Moyens de préserver les édifices d'incendies, 1782 (Fondazione Mansutti, Milano).

Fu avvocato al tribunale di Lunéville e nel 1782 pubblicò l'opera Moyens de préserver les édifices d'incendies, in cui affrontava il problema della pericolosità dei materiali con cui si costruiscono gli edifici e gli impianti di riscaldamento al loro interno. L'autore descrive anche i sistemi per spegnere gli incendi e le precauzioni per evitare che si propaghino. Il libro venne premiato dall'Académie de Stanislas di Nancy. Un esemplare di questa prima edizione è conservato presso la Fondazione Mansutti di Milano. 
Tra le sue opere architettoniche si ricordano le sinagoghe di Lunéville (1786) e di Nancy (1788).